# Folklore estudiantin en Belgique
 (décembre 2012).
Si vous disposez d'ouvrages ou d'articles de référence ou si vous connaissez des sites web de qualité traitant du thème abordé ici, merci de compléter l'article en donnant les références utiles à sa vérifiabilité et en les liant à la section « Notes et références ».
 (décembre 2012).
- Si vous ne connaissez pas le sujet, laissez ce bandeau (vous pouvez alors contacter les auteurs).
- Si vous supprimez le contenu mis en cause (vous pouvez préalablement contacter les auteurs),

argumentez précisément cette suppression dans la page de discussion
(un manque de référence n'est pas un argument ; une recherche réelle de référence doit avoir été effectuée, être formellement documentée).
Le folklore estudiantin est un ensemble de rites et traditions se déroulant parmi les étudiants de l'enseignement supérieur et universitaire. Celles-ci varient selon les campus, le type d'école…
Plusieurs de ces traditions belges sont centenaires (calotte (1895), penne (1834)…), d'autres sont plus modernes.

## Baptême
L'un des temps forts du folklore estudiantin est le « baptême », (bizutage en France) qui se déroule au début de l'année scolaire. Il est tantôt considéré comme un rite de passage, tantôt comme un simple évènement relevant du folklore et donnant lieu à des beuveries. Les nouveaux étudiants, aussi désignés sous les termes de Bleus et bleuettes sont soumis à diverses épreuves, initiées par un comité de baptême estudiantin, comportant des comitards. Le passage du baptême donne lieu à un nouveau statut, celui des Poils et Plumes.
En raison de débordements, le déroulement des baptêmes a progressivement été encadré par les autorités universitaires, et chaque université édicte ses propres règles de conduite, voire dispense des journées de sensibilisation à l'attention des comitards organisant la manifestation,, ce qui ne veut cependant pas dire un contrôle effectif sur le terrain.
Ces baptêmes sont aussi critiqués lorsque leur caractère est obligatoire.

## Attributs folkloriques
Les couvre-chefs folkloriques sont très répandus au sein de la population étudiante, et particulièrement francophone[réf. nécessaire]. Il faut distinguer la calotte, couvre-chef des étudiants provenant d'universités catholiques, et la penne, que portent les étudiants des universités et hautes-écoles libérales :
- la calotte ;
- la penne ;
- la bierpet (petit calot porté dans certains ordres)[réf. souhaitée] ;
- béret d'art pour le CBA (liege)[réf. souhaitée] ;
- l'alto ;
- le brassard ou le band (sur l'épaule gauche pour les membres du comité et sur l'épaule droite pour les assistants ou peut varier selon les statuts d'un ordre). Dans la plupart des ordres, l'étudiant portant le band sur l'épaule gauche est tyro, et celui le portant sur l'épaule droite est membre à part entière de ladite corporation[réf. souhaitée].

## Langage
Il existe en Belgique francophone un discours folklorique étudiant, qui tout comme les rites, se veut identitaire et spécifique à chacune des universités où il est en vigueur. Qualifié de « carnavalesque » par D. Meunier et L. Rosier, il emprunte abondamment au discours paillard et transgressif. Il se propage à travers l'utilisation de nombreuses affiches, mais reste encadré.

## Festivités particulières
Un certain nombre d'activités phares rassemblent la communauté étudiante de tout le pays, ce qui crée des occasions d'échanges entre les différents courants folkloriques. La plus grosse manifestation en terme d'affluence sont les 24 heures vélo de Louvain-la-Neuve, qui existent depuis 1976 et rassemblent plus de 50 000 étudiants et habitants dans la ville universitaire.
- 24 heures vélo à l'Université catholique de Louvain
- Saint-Verhaegen le 20 novembre date anniversaire de la fondation de Université libre de Bruxelles
- Saint-Torè à Liège
- Saint-Nicolas à Liège, Mons, Namur, Bruxelles

- Bal des Bleus fin septembre/début octobre à Liège, Namur et Louvain-la-Neuve
- Bal des busés à Louvain-la-Neuve, à Louvain-en-Woluwe, à Namur et à Mons
- Bal des moflés à Liège

- Nocturne à l'Université libre de Bruxelles
- Le Welcome Spring Festival à l'Université catholique de Louvain
- La semaine fédé à l'Université catholique de Louvain
- Le Medin'Alma à Louvain-en-Woluwe

- 4 heures trottinettes à Liège
- Six Heures Cuistax (CP) à l'Université libre de Bruxelles
- Six heures brouettes à Gembloux
- 8 heures cuistax à Namur
- 4 heures cuistax à Tournai
- 3h45 tondeuses à Arlon
- Le Gargamel Trophy du FLTR à l'Université catholique de Louvain

- Le Beach-Volley du Cercle $olvay de l'Université libre de Bruxelles
- Le Festival Belge de la Chanson Estudiantine (CP) à l'Université libre de Bruxelles
- La Quinzaine de la bière belge (Mds) à l'Université catholique de Louvain
- La Neuvaine de la bière à l'Université Saint-Louis Bruxelles.
- La Brassicole du Semeur (les carolos de l'ULB) à Université libre de Bruxelles
- Les 36h Val-Dieu, organisée par La Liégeoise à l'Université catholique de Louvain
- Les apéros ULBains du Cercle de Philosophie et Sciences sociales (CPS) à Université libre de Bruxelles
- La Coupe du Mons organisée par le cercle WAWA
- les 10 heures musique de Fleurus Institut Supérieur Catholique de Fleurus

- La journée internationale du folklore estudiantin, le 3 octobre

## Associations folkloriques
Existant depuis longtemps (depuis la fin du XIXe siècle à l'Université de Louvain, et surtout depuis 1849 année de la création de la Société Liégeoise (maintenant Société Royale Liégeoise) chez les vétérinaires de l'École royale de médecine vétérinaire de Cureghem, première société étudiante créée en Belgique) afin de regrouper les étudiants selon des critères communs, les cercles, ordres et régionales sont au centre des activités estudiantines. Elles proposent à leurs membres de nombreuses activités en périphérie des études : soirées, voyages, concerts, bals, buffet d’accueil.
- Un cercle est une association rassemblant des étudiants issus d'une même faculté, ou baptisés dans cette faculté, dans le cas des Universités, ou d'un même établissement supérieur, dans le cas des Hautes Écoles.
- Une régionale est une association rassemblant des étudiants issus de la même région (province, ville, pays…)
- Un ordre est une association d'étudiants plus spécifique rassemblant des étudiants autour de certains aspects particuliers du folklore ou des traditions belges. Ces corporations sont groupées autour d'un idéal et de valeurs, et sont souvent régies par un codex.

## Guindailles et alcoolisation
Le folklore étudiant met en avant les guindailles et cantus, réunions festives où la fête et les chants s'accompagnent d'une forte consommation de bière.
L'alcoolisation est l'une des dérives qui génère la critique des activités du folklore étudiant.

## Chants
Des chants sont associés à chaque groupe social dont peut être membre un étudiant. L'université, la faculté, la régionale, l'Ordre et d'autres distinction plus fines peuvent être identifiés à l'audition des chants dans les grandes réunions folkloriques.
- Les chants de régionales (Athoise, Enghiennoise, Montoise, etc.)
- La marche des étudiants
- Le Chant des étudiants wallons
- Gaudeamus igitur chant "international" des étudiants
- Le Semeur hymne des étudiants de l'ULB.
- Li Bia Bouquet chant Namurois
- Valeureux Liégeois
- Le Chant des Luxembourgeois
- Le Chant des calottins
- Louvain-La-Neuve d'Edouard Priem
- La Bruxelloise, chant des étudiants bruxellois